# Tetriluoto (ö i Södra Karelen, Villmanstrand, lat 61,31, long 27,91)
Tetriluoto är en ö i Finland. Den ligger i sjön Saimen och i kommunen Taipalsaari i den ekonomiska regionen  Villmanstrands ekonomiska region  och landskapet Södra Karelen, i den södra delen av landet, 200 km nordost om huvudstaden Helsingfors. Öns största längd är 70 meter i nord-sydlig riktning.